# Metalectra pandama
Metalectra pandama är en fjärilsart som beskrevs av William Schaus 1906. Metalectra pandama ingår i släktet Metalectra och familjen nattflyn. Inga underarter finns listade i Catalogue of Life.